# Johann Ulrich von Salis-Soglio

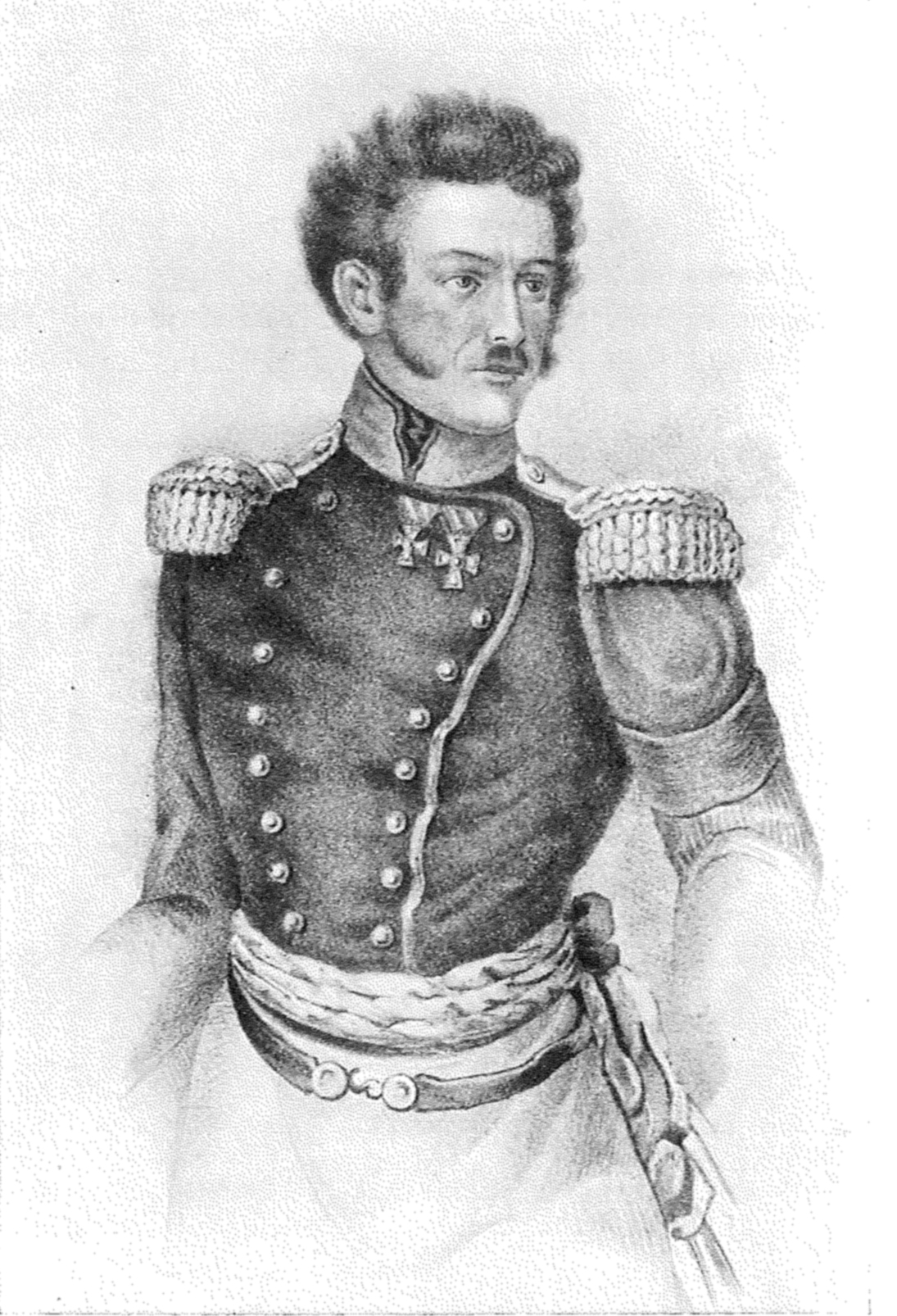
Johann Ulrich von Salis-Soglio

Johann Ulrich von Salis-Soglio (Chur, 16 maart 1790 – aldaar, 17 april 1874), was een Zwitsers generaal.
Johann Ulrich von Salis-Soglio stamde uit het adellijke geslacht Von Salis (Soglio, kanton Graubünden). Hij nam reeds op jeugdige leeftijd dienst in het Zwitserse leger. In 1809 was hij als onderofficier verbonden aan de generale staf. In 1811 werd hij gepromoveerd tot officier. In 1813 en in 1814 was hij ordonnansofficier. In 1815 nam hij dienst in het Zwitserse regiment van het Nederlandse leger. Later nam hij dienst bij de Nederlandse ruiterij. In 1828 werd hij gepromoveerd tot kolonel van een kurassiersregiment.
Johann Ulrich von Salis-Soglio keerde in 1840 naar Zwitserland terug. In 1842 verkreeg hij de rang van kolonel van het Zwitserse leger en werd lid van de generale staf.

## Bevelhebber
Johann Ulrich von Salis Soglio was een conservatief en zag de opkomst van het liberalisme in Zwitserland met argusogen aan. In oktober 1844 nam hij ontslag uit het leger. Ofschoon zelf een protestant, liet hij zich sympathiek uit over de conservatieve rooms-katholieke landelijke kantons en werd op 11 december 1845 door de Sonderbund, het verbond van acht (sinds juli 1847 zeven) overwegend rooms-katholieke kantons tegen de liberale Protestantse stedelijke kantons, tot bevelhebber benoemd. De liberaal-protestantse kantons (het "Eedgenootschap") keerden zich tegen de oprichting van de Sonderbund en de benoeming van Von Salis-Soglio tot bevelhebber. Men beriep zich op het Bondsverdrag van 1815 dat de vorming van onderlinge allianties en bondgenootschappen van kantons binnen het Eedgenootschap verbood. In de zomer van 1846 verklaarde de Tagsatzung (bestuur van het Eedgenootschap) dat de Sonderbund moest worden ontbonden, hetgeen de leiders der Sonderbund echter niet deden. Na enkele mislukte onderhandelingen steeg de spanning tussen Sonderbund en Eedgenootschap en werden de legers gemobiliseerd. Von Salis-Soglio werd benoemd tot opperbevelhebber van het leger van de Sonderbund met de rang van Zwitsers generaal. Het Eedgenootschap stelde Guillaume Henri Dufour aan als generaal en opperbevelhebber.

### Sonderbund-oorlog
Op 4 november 1847 besloot de Tagsatzung dat het leger van het Eedgenootschap met wapengeweld een einde moest maken aan de Sonderbund. Het 100.000 man sterke leger van het Eedgenootschap onder generaal Guillaume Henri Dufour trok op 11 november 1847 ten strijde tegen de legers van de Sonderbund onder generaal Johann Ulrich von Salis-Soglio. Tijdens de korte, maar heftige Sonderbund-oorlog leden de legers een nederlaag. Beslissend waren de slagen bij Gisikon en Meierskappel (23 november) in het kanton Luzern, het machtigste kanton van de Sonderbund. Bij deze twee plaatsen leden de legers van Von Salis-Soglio beslissende nederlagen. Op 29 november kwam er een einde aan de gevechtshandelingen en op 1 december vond de capitulatie van het kanton Wallis plaats en kwam er een einde aan de Sonderbundsoorlog. Hiermee kwam ook een einde aan de militaire carrière van generaal Johann Ulrich von Salis-Soglio.

## Verwijzingen
1. ↑  In juli 1847 kreeg het confessioneel gemengde kanton Sankt Gallen een liberaal-radicale regering
2. ↑  Met uitzondering van het rooms-katholieke kanton Appenzell Innerrhoden dat zichzelf afzijdig hield en tijdens de Sonderbund-oorlog neutraal was
3. ↑  Guillaume Henri Dufour (1787-1875), de gematigd conservatieve Zwitserse generaal en cartograaf uit het kanton Genève was later medeoprichter van het Internationale Rode Kruis